# Francisco Cossi
Francisco Cossi Ochoa (El Puerto de Santa María, 24 de agosto de 1898-probablemente en el verano de 1936) fue un político republicano español, por dos veces alcalde de su localidad natal y presidente de la Diputación Provincial de Cádiz.
Francisco Cossi era el tercero de cinco hermanos. Tras estudiar comercio trabajó en una compañía eléctrica y en una faramacia. Miembro de la Unión General de Trabajadores (UGT) y del Partido Republicano Radical Socialista (PRRS), tras la proclamación de la Segunda República participó en las elecciones locales que tuvieron lugar el 31 de mayo de 1931, al haber sido anuladas las elecciones de abril en su localidad, siendo elegido concejal y después alcalde con el apoyo de 18 de los 24 miembros de la corporación. Dimitió como alcalde en mayo de 1932 por razones personales, pero ocupó la alcaldía de nuevo en junio del año siguiente a petición de la corporación. De su tarea como alcalde destacaron las infraestructuras creadas en educación, alumbrado, saneamiento y edificios públicos, así como el hecho de haber auditado las cuentas públicas antes de abandonar la alcaldía en 1932.
Ya como miembro de Izquierda Republicana, con la victoria del Frente Popular en las elecciones generales de 1936, fue designado presidente de la Comisión Gestora de la Diputación de Cádiz, cargo que ocupaba al producirse el golpe de Estado de julio que dio lugar a la Guerra Civil. En ese momento se encontraba en el edificio que ocupaban la diputación y el gobierno civil, rodeado por tropas sublevadas. Permaneció Francisco Cossi junto al gobernador civil, Mariano Zapico, medio centenar de guardias de asalto al mando del capitán Antonio Yáñez-Barnuevo, y centenares de miembros del Frente Popular, resistiendo las acometidas de los sublevados, hasta que al día siguiente, 19 de julio, tropas de los Regulares procedentes de Ceuta se sumaron a los sublevados, rindiéndose los ocupantes.
Detenido, Francisco Cossi siguió un periplo de centros: primero en el castillo de Santa Catalina, después al penal de El Puerto, más tarde en el interior del buque carbonero Miraflores, de donde volvió al penal el 29 de julio. El 22 de julio se le incoó procedimiento para consejo de guerra por rebelión militar en el mismo expediente que al gobernador civil Zapico, el secretario particular de este, Antonio Macalio, al oficial de telégrafos Luis Parrilla Asensio, al capitán Yáyez-Barnuevo, al teniente coronel de carabineros, Leoncio Jaso y al capitán de fragata Tomás de Azcárate García de Lomas. El 2 de agosto se sentenció a muerte a Zapico, Jaso, Yáñez-Barnuevo y Parrilla, que fueron ejecutados cuatro días después. Sobre Cossi, al igual que Azcárate y Macalio, se ordenó por el tribunal abrir un nuevo procedimiento, pero los dos últimos fueron fusilados el 16 de agosto por orden personal del general Queipo de Llano.
A partir de ese momento se perdió la pista de Francisco Cossi. Fue declarado fallecido en 1941 por resolución del Juzgado de Instrucción de Responsabilidades Políticas de la provincia de Cádiz, fijando como fecha en los primeros días del Movimiento, sin más especificaciones. Su hermano Eduardo también desapareció, fijándose más tarde su muerte el 16 de agosto de 1936, y como causa, el Glorioso Movimiento Nacional.